# Барма (кратер)
Барма (лат. Barma) — 123-километровый ударный кратер, расположенный на Меркурии по координатам 40°53′ ю. ш. 163°21′ з. д. / 40,89° ю. ш. 163,35° з. д.. Назван в честь русского зодчего Бармы. Это название было утверждено Международным астрономическим союзом в 1982 году.
Расположен немного южнее 136-километрового кратера Такаёси.